# 't Waliën (Warnsveld)
't Waliën is een landgoed en natuurgebied met daarop landhuis 't Waliën in de buurtschap Warken ten oosten van het dorp Warnsveld, in de gemeente Zutphen in de Nederlandse provincie Gelderland. Het landgoed is (vrij) toegankelijk voor publiek behalve het deel rondom het landhuis op het landgoed.

## Geschiedenis
Het landgoed gaat terug naar een kleine boerderij met de naam De Ekster die in ieder geval in 1832 in bezit was van een raadslid van Zutphen. Voor 1836 werd deze boerderij met wat land aangekocht door de baron van Heeckeren. In 1843 liet deze de boerderij vervangen met een huis en schuur. Het nieuwe huis werd gedoopt Waliën, een verwijzing naar het kasteel 't Waliën wat vroeger ook familiebezit was geweest. Na verschillende erfenissen besloten de neven en nichten die het erfde het dan circa 50 hectare grootte landgoed in 1891 te verkopen via een veiling. Een landbouwer wist het landgoed te kopen en verhuurde het huis en schuur daarna.
In 1904 komt het landgoed in bezit van baronesse van Reede tot de Aa. Deze verbouwde meermaals het huis maar na de dood van haar man werd het huis in 1913 omgegooid. Daarbij werd een dienstwoning met paardenstal gespaard. Deze dateren van het einde van de 19e eeuw en zijn in de stijl gebouwd van de overgangsarchitectuur. In 1915 liet de baronesse een nieuw landhuis bouwen op het landgoed. Het landhuis is gebouwd op een ontwerp van architect Johan Wilhelm Hanrath, in de nieuw-historiserende stijl. In Hilversum is eerder een gelijkende landhuis gebouwd op hetzelfde ontwerp. Het landhuis 't Waliën heeft een gevelsteen die de symbolen van de Theosofische Vereniging in Nederland weergeeft. Zowel de architect als de opdrachtgeefster waren overtuigd lid van die beweging.
Tuinarchitect Leonard Springer nam het ontwerp van de tuin voor zijn rekening, met onder meer een vijver. In 1921 werd het landgoed verkocht aan een andere weduwnaar. Het is daarna dat dan de halve cirkel voor het landhuis aan de overkant herhaald wordt waardoor een hele cirkel is ontstaan. De erven van de weduwnaar verkochten het aan (Johannes) Bapiste Crol, deze bezat dan al een flink aantal andere terreinen. Het landgoed werd na diens sterven verdeeld over diens zoon en dochter. Diens zoon bezat het deel met het landhuis en verkocht deze in 1978. Sinds 1982 is het in bezit van Natuurmonumenten gekomen. Deze verhuurt sindsdien het landhuis.
In 1984 ontstaat er een woongemeenschap rondom kunstenaar Lou ten Bosch, een van het teekengenootschap Pictura. Zijn schilderstijl veranderde ook toen hij woonde en werkte in 't Waliën. Kunst die hij er maakte werd in 2007 geveild omdat de verzameling van eigen kunst te groot werd. In 2018 overleed hij.

## Status van de gebouwen
Het landhuis uit 1915 is een rijksmonument. Achter het landhuis staat een dubbele stenen hondenhok uit dezelfde periode, aan de oostkant van het landhuis staat er een tweede paardenstal en aan de westkant een koetshuis die allen ook in de nieuw-historiserende stijl zijn gebouwd. Al die gebouwen zijn op zichzelf ook rijksmonumenten. Het parkontwerp van de tuin is eveneens aangemerkt als een rijksmonument. Ook de dienstwoning met een paardenstal is een rijksmonument, maar zijn in een iets andere stijl. De schuur op het terrein en de parasolberg zijn aangemerkt als gemeentelijke monumenten.